# بيلي آدامز
بيلي آدامز (بالإنجليزية: Billy Adams)‏ (1 أغسطس 1892 في المملكة المتحدة - 1 يناير 1963 في المملكة المتحدة) هو لاعب كرة قدم بريطاني (وحمل سابقاً جنسية المملكة المتحدة لبريطانيا العظمى وأيرلندا) في مركز الدفاع. لعب مع نيوبورت كونتي ووست بروميتش ألبيون ونادي بارو.